# Codex theresianus
Il Codex Theresianus ("Codice teresiano"), elaborato dal 1752 al 1766, rappresenta la codificazione del diritto privato sotto il regno di Maria Teresa d'Austria. Regolava i diritti personali, i diritti reali e le obbligazioni. Il testo del codice, diviso in tre libri, era composto da 8 000 articoli, ma non fu mai promulgato ufficialmente.

## Storia
L'opera, iniziata nel 1752, fu pronta nel 1766 dopo 13 anni di gestazioni, presentando però una sistematica troppo legata al modello romanistico (secondo l'ideologia professata dal presidente della commissione Zencker). Aveva lo scopo di porsi come diritto non solo comune, ma di eliminare anche il particolarismo giuridico vigente nei territori della Casa d'Austria, anche se con non molta riuscita in questo campo.
Secondo le intenzioni iniziali, gli 8 000 articoli del Codex sarebbero divenuti l'unica fonte legale; tuttavia, l'opposizione del cancelliere Kaunitz, che considerava il codice troppo aderente al diritto comune e ai diritti locali, nonché eccessivamente prolisso, ne impedì una promulgazione.
Nel 1776, su impulso del figlio, Giuseppe, mise fuori legge la pratica della caccia alle streghe, ridusse le fattispecie criminose punite con la pena capitale e abolì la tortura. La lentezza e il forte travaglio con cui l'Austria praticò tali riforme è stato spiegato da molti storici con il fatto che Maria Teresa, nata e cresciuta in età tardo barocca, si adattò con estrema difficoltà e riluttanza alle idee dell'illuminismo.
Il 6 gennaio 1771, anziché promulgare il Codex, fu istituita una nuova Commissione legislativa, presieduta dal cancelliere Wenzel Anton von Kaunitz-Rietberg.

## Contenuto
Il codice, scritto in lingua tedesca, consisteva di tre parti: Diritto delle persone, Diritto delle cose e dei beni reali, Diritto delle obbligazioni.
È evidente nell'opera la tendenza della subordinazione del giudice alla legge scritta. Il diritto privato viene quindi identificato come autonomo, ma il modello filoromanistico, in un frasario troppo prolisso e discorsivo, e la totale subordinazione dei giudici al codice (deleteria, vista la particolare forma "casistica" del testo), causò il fallimento del progetto.
In compenso, si tratta di un passo avanti ideologico in confronto alle giurisprudenze europee dell'epoca per il chiaro obbiettivo di abrogare tutte le leggi territoriali e una chiara separazione degli argomenti. Rilevante è il passaggio del diritto di famiglia dal diritto canonico al diritto privato e l'esclusione del diritto feudale.